# Stade de la Fontenette
Le Stade de la Fontenette est un stade de football situé à Carouge, en Suisse.

## Histoire
Le stade est construit en 1921. Son nom vient du latin fontem (fontaine) en raison d'une source qui jaillissait à proximité.
En 1992, le Servette FC y joue plusieurs rencontres en raison du changement de pelouse du stade des Charmilles.
Il est rénové en 2013 pour satisfaire aux exigences de la Swiss Football League.
En 2024, la ville de Carouge lance une étude de faisabilité en vue d'une rénovation du stade à l'horizon 2031.

## Infrastructures
Le stade a une capacité de 4 110 places. Une pelouse artificielle est posée en 2020.
Il est le terrain principal de l'Étoile Carouge FC en Challenge League.